# Bernardyn Realino
Bernardyn Realino, Bernardino Realino (it.) (ur. 1 grudnia 1530 r. w Carpi we Włoszech – zm. 2 lipca 1616 r. w Lecce we Włoszech) – włoski jezuita, święty Kościoła katolickiego.
Bernardyn Realino urodził się w Carpi. Ukończył studia prawnicze w Bolonii. Pełnił urząd podesty w Felizzano oraz Monferrato. Po doświadczeniu widzenia Matki Bożej z Dzieciątkiem porzucł karierę polityczną i wstąpił do zakonu jezuitów w 1564 r. W 1567 r. przyjął święcenia kapłańskie. Po 7 latach w Lecce założył kolegium, którym zajmował się do końca życia.
Został beatyfikowany w 1895 przez Leona XIII, kanonizowany przez Piusa XII w 1947 r.
Jest patronem Lecce oraz Carpi.
Dzień wspomnienia: 2 lipca.

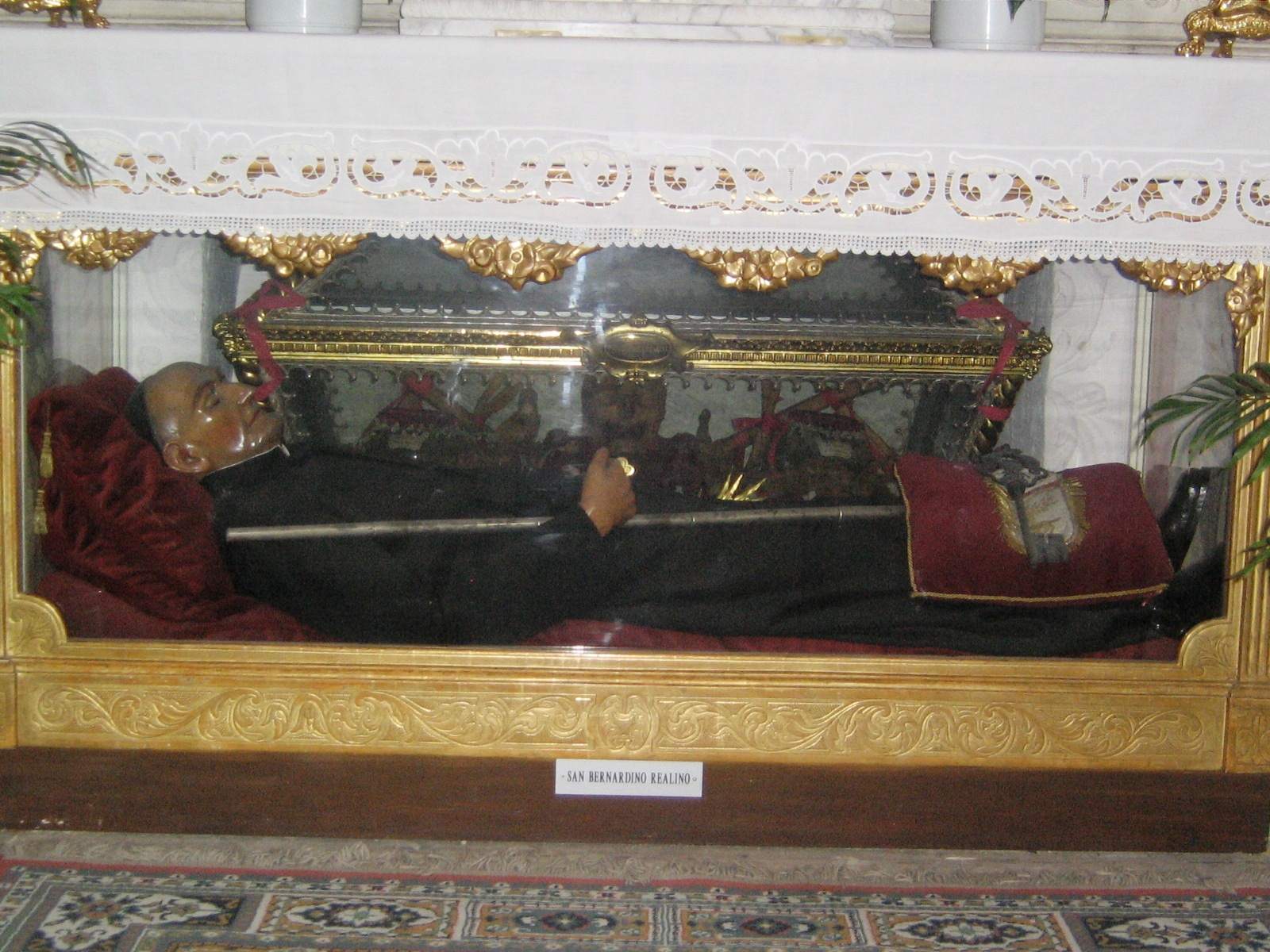
Relikwie św. Bernardyna Realino w kościele w Lecce

Jego relikwie są przechowywane w Lecce w kościele jezuitów.